# Revolucija karanfila
Revolucija karanfila je naziv za gotovo nenasilni, ljevičarski, vojskom predvođeni državni udar, koji se odigrao 25. travnja 1974. godine.

## Povijest
Naime od 1933., Portugalom je vladao desničarski režim kojem je na čelu bio autoritarni Antonio de Oliveira Salazar.
On je provodio represivnu politiku prema političkim neistomišljenicima,a tajna policija PIDE također je brutalno gušila pokušaje promjena. 
Svi pokušaji da protivnici Salazara sudjeluju na izborima, bili su onemogućeni. Najpoznatiji čovjek koji je to pokušao prije Revolucije karanfila bio je Humberto Delgado, koji je odbio povući kandidaturu za predsjednika države.
No, kada je režim postao preokrutan i nasilan, tijekom 1970-ih, stvorena je organizacija MFA (Pokret oružanih snaga), koji se protivio vlasti "premijera" Marcela Caetana, te zahtijevao da na vlast dođe general Antonio Spinola, pristaša promjena.
Stvoren je plan akcije. Znak za preuzimanje vlasti bile su dvije pjesme. Jedna je bila ona koju je pjevao predstavnik Portugala na Eurosongu, a druga "Grandiola, Vila Morena" koju je stvorio Zeca Afonso, napredni folk pjevač, tada zabranjen na radiju.
25. travnja 1974., točno u 12 sati i petnaest minuta, počela je pobuna. Ustanici su pustili Zecovu pjesmu na radiju, što je bio signal za preuzimanje vlasti. Poprište udara bio je glavni grad Lisabon.
Osim vojnih reformatora i pristaša demokracije, u zemlju su se vratili i dvojica uglednih civilnih političara: Álvaro Cunhal (komunist) i Mario Soares (socijalist, kasnije predsjednik Portugala).
Iako je zapovijed stanovništvu bila da ostanu u domovima, tisuće ljudi slilo se na tržnicu, koja je obilovala karanfilima.
Ubijene su četiri osobe, ali su vojnici ubrzo u cijevi pušaka stavili karanfile.
Caetano i predsjednik Tomaz su pobjegli u Brazil. Tomaz je tamo i umro, ali se Caetano kasnije vratio u domovinu.
Portugal se iz autoritarne desničarske diktature pretvorio u liberalnu demokraciju, a dana je i neovisnost svim kolonijama.
Godine 1986. Portugal je primljen u EU.